# Acasta echinata
Acasta echinata is een zeepokkensoort uit de familie van de Archaeobalanidae.Hiro.